# Alopecosa hoevelsi
Alopecosa hoevelsi är en spindelart som beskrevs av Schmidt och Barensteiner 2000. Alopecosa hoevelsi ingår i släktet Alopecosa och familjen vargspindlar. Inga underarter finns listade i Catalogue of Life.